# Walter L. Werner
Walter L. Werner (* 19. Januar 1933; † 9. April 2020 in Aalen) war ein deutscher Wirtschaftsfunktionär.

## Leben
Werner studierte Volkswirtschaftslehre und schloss das Studium als Diplom-Volkswirt ab. Er wurde 1968 zum Hauptgeschäftsführer der IHK Heidenheim, anschließend 1973 der neuen IHK Ostwürttemberg gewählt. Von diesem Amt trat er 1998 in den Ruhestand. Daneben war er annähernd 20 Jahre als Dozent für Volkswirtschaftslehre an der Fachhochschule Aalen sowie an der Bankakademie (heute Frankfurt School of Finance & Management) tätig. Außerdem war er bei der DIHK Mitglied im Ausschuss für Geld- und Währungsfragen sowie im Informationsausschuss und in der Kommission für Kammerrechtspolitik. Auch war er über mehrere Jahre Sprecher der Sektion Ostalb des CDU-Wirtschaftsrates.
Werner war Mitglied des Landesausschusses für Berufsbildung in Baden-Württemberg beim Wirtschaftsministerium Baden-Württemberg, Mitglied der Gesellschaft für Wirtschaftsgeschichte sowie Kuratoriumsmitglied der Steinbeis-Stiftung und Kuratoriumsmitglied in der Stiftung Wirtschaftsarchiv Baden-Württemberg.
Werner machte sich neben seinem Engagement auf nationaler und Landesebene vielfältig um die IHK Ostwürttemberg und die Wirtschaftsförderung in der Region Ostwürttemberg verdient, so beförderte er den Bau des IHK-Gebäudes in Heidenheim sowie den Aufbau des ersten IHK-Bildungszentrums in Aalen. Ebenso wurde unter seiner Leitung das Weiterbildungsangebot der IHK stark ausgebaut und die Gründung des Ausbildungsrings Ostwürttemberg unterstützt. Daneben war er Initiator der Wirtschaftsjunioren, des Wirtschaftsclubs und des Innovationsforums Ostwürttemberg.

## Ehrungen
Werner erhielt unter anderem folgende Ehrungen:
- 1993: Bundesverdienstkreuz am Bande
- 1995: Ehrensenator der Hochschule Aalen
- 1998: Wirtschaftsmedaille des Landes Baden-Württemberg